# Tribú militar
Tribú militar (en llatí tribunus militum) era el nom dels oficials comandants de les legions romanes.
Als inicis de la República, cada una de les tribus romanes (els Ramnes, els Tities i els Luceres) aportaven a l'exèrcit un contingent de mil homes comandats per un tribú. En un moment indeterminat de tres tribuns van passar a sis.
També als inicis de la República, el 444 aC, es van nomenar tribuni militum consulari potestate o tribuns amb potestat consular, per a possibilitar que els plebeus poguessin accedir al càrrec de cònsol sense haver de modificar les característiques dels cònsols, que eren patricis. Aquests tribuns es van abolir l'any 367 aC per mitjà de les Lleis Liciniae-Sextiae.
En el seu origen, els sis tribuns eren elegits pel cap de l'exèrcit, normalment el cònsol. Després, el 362 aC, s'elegien sis tribuns per un any. I el 312 aC, a proposta dels tribuns de la plebs Gai Marci i Luci Atili i a través de la llei Atilia Martia, els tribuns eren elegits pels comicis, encara que sembla que només n'elegien una part. A partir de la Segona Guerra Púnica, l'any 207 aC, tots els tribuns militars de les quatre primeres legions eren elegits pels comicis, que a raó de sis tribuns per legió, feien vint-i-quatre tribuns elegits.
Polibi, que escriu als inicis del segle ii aC, diu que els tribuns militars nomenaven els centurions i els donaven ordres, tant a ells com a la centúria. Flavi Renat Vegeci diu, ja al segle iv, que els tribuns tenien també com a responsabilitat l'entrenament dels legionaris i el bon equipament d'armes i vestits. Tàcit diu que participaven als consells de guerra i als tribunals militars.